# Complexe de diazote

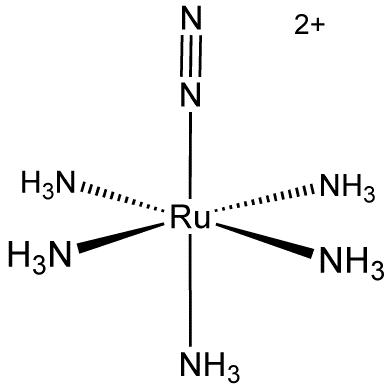
[[Chlorure de pentaamine(diazote)ruthénium(II)|2+]].

Les complexes de diazote sont des complexes métalliques ayant une molécule de diazote N2 intacte comme ligand. Parmi eux, les complexes de métaux de transition sont les plus documentés. 
Ils sont étudiés depuis 1965, date à laquelle le premier d'entre eux a été publié. Le complexe diamagnétique chlorure de pentaamine(diazote)ruthénium(II) Ru(NH3)5N2Cl2 a été obtenu à partir d'hydrate d'hydrazine N2H4·H2O et de chlorure de ruthénium(III) RuCl3 et consiste en un centre [Ru(NH3)5]2+ lié à une extrémité de la molécule de diazote N≡N,, avec deux ions chlorure Cl− comme contre-ions. La présence du ligand N2 dans ce composé a été établie par spectroscopie infrarouge avec une bande autour de 2 170 à 2 100 cm−1. La structure de la molécule Ru(NH3)5N2Cl2 a été déterminée en 1966 par cristallographie aux rayons X.

Complexe Fe0–.

Le trans-[IrCl(N2)(PPh3)2] a été obtenu en traitant le complexe de Vaska trans-[IrCl(CO)(Ph3P)2] avec des azotures d'acyle. Il présente une géométrie plane. La première synthèse d'un complexe métal-diazote a été publiée en 1967. Il s'agissait du Co[H(N2)(PPh3)3], obtenu par réduction de tris-acétylacétonate de cobalt(III) Co(acac)3 avec l'AlEt2OEt sous atmosphère d'azote N2. Comme il contient à la fois des ligands hydrure H− et diazote N2, il est potentiellement intéressant pour la fixation de l'azote. À partir de la fin des années 1960, un ensemble de complexes de diazote et de métaux de transition a été obtenu, notamment avec du fer, du molybdène et du vanadium.
L'intérêt porté à ces complexes provient du fait que N2 représente l'essentiel de l'atmosphère terrestre et que de nombreux composés utiles contiennent de l'azote. La fixation biologique de l'azote intervient probablement à travers la liaison de N2 à un centre molybdène du FeMoco des nitrogénases suivie par une série de réactions comprenant transfert d'électron (en) et protonation.